# Сапопан
Сапопан (исп. Zapopan) — город и муниципалитет в Мексике, в штате Халиско, северный пригород административного центра штата Гвадалахары, с которым образует единую агломерацию.
Город известен, как родина Девы Сапопанской, её изображение XVI века признано католической церковью, совершающим чудеса, даже папа Иоанн Павел II посещал город. В городе базируется один из самых известных мексиканских футбольных клубов «Гвадалахара».

## Название
Название Сапопан происходит из языка Науатль: слово «tzapopantl» означает «среди деревьев Сапоты».

## История
До испанского завоевания эту территорию населяли народы: сапотеки, науа, майя, ацтеки.
Территория была взята под испанский контроль в 1530 году конкистадором Нуньо де Гусманом, однако испанского поселения не было организовано вплоть до 1541 года из-за войны Микстон испанских завоевателей с Чичимеками.
В этот год рамках энкомьенды Франсиско де Бобадилья привёл из своих земель около 130 индейцев для восстановления населения в окрестностях Сапопана.

## Покровительница города Дева Сапопанская
Почитание Девы Сапопанской приняло постоянный характер в связи с началом строительства базилики в 1689 году. Закончено строительство было лишь в 1892 году.

## Другие достопримечательности
Муниципальный дворец (т. е. здание администрации города) был построен в 1942 году, первоначально как школа. В городе есть стадион «Чивас» на 45 000 человек, музей искусств, Автономный университет Гвадалахары, театр Галериас.

## Климат
| Климат Сапопана                        | Климат Сапопана                        | Климат Сапопана                        | Климат Сапопана                        | Климат Сапопана                        | Климат Сапопана                        | Климат Сапопана                        | Климат Сапопана                        | Климат Сапопана                        | Климат Сапопана                        | Климат Сапопана                        | Климат Сапопана                        | Климат Сапопана                        | Климат Сапопана                        | Климат Сапопана                        | Климат Сапопана                        | Климат Сапопана                        |
| Температура (°C) и средние осадки (мм) | Температура (°C) и средние осадки (мм) | Температура (°C) и средние осадки (мм) | Температура (°C) и средние осадки (мм) | Температура (°C) и средние осадки (мм) | Температура (°C) и средние осадки (мм) | Температура (°C) и средние осадки (мм) | Температура (°C) и средние осадки (мм) | Температура (°C) и средние осадки (мм) | Температура (°C) и средние осадки (мм) | Температура (°C) и средние осадки (мм) | Температура (°C) и средние осадки (мм) | Температура (°C) и средние осадки (мм) | Температура (°C) и средние осадки (мм) | Температура (°C) и средние осадки (мм) | Температура (°C) и средние осадки (мм) | Температура (°C) и средние осадки (мм) |
| Месяц                                  | Янв                                    | Фев                                    | Мар                                    | Апр                                    | Май                                    | Июн                                    | Июл                                    | Авг                                    | Сен                                    | Окт                                    | Ноя                                    | Дек                                    | Год                                    |                                        |                                        |                                        |
| -------------------------------------- | -------------------------------------- | -------------------------------------- | -------------------------------------- | -------------------------------------- | -------------------------------------- | -------------------------------------- | -------------------------------------- | -------------------------------------- | -------------------------------------- | -------------------------------------- | -------------------------------------- | -------------------------------------- | -------------------------------------- | -------------------------------------- | -------------------------------------- | -------------------------------------- |
| Максимальная                           | 20                                     | 22                                     | 27                                     | 30                                     | 31                                     | 30                                     | 30                                     | 28                                     | 25                                     | 23                                     | 21                                     | 20                                     | 27                                     |                                        |                                        |                                        |
| Минимальная                            | 4                                      | 5                                      | 9                                      | 12                                     | 14                                     | 17                                     | 17                                     | 16                                     | 16                                     | 14                                     | 4                                      | 3                                      | 10                                     |                                        |                                        |                                        |
| Средняя                                | 16,9                                   | 19,1                                   | 20,5                                   | 22,4                                   | 24,6                                   | 24,1                                   | 22,3                                   | 22,1                                   | 21,8                                   | 20,6                                   | 19,1                                   | 17,0                                   | 20,9                                   |                                        |                                        |                                        |
| Средние осадки (мм)                    | 11,7                                   | 53                                     | 32                                     | 25                                     | 74                                     | 100,4                                  | 189,2                                  | 166,9                                  | 120,1                                  | 46                                     | 6,5                                    | 7                                      | 992,6                                  |                                        |                                        |                                        |
| Источники:                             |                                        |                                        |                                        |                                        |                                        |                                        |                                        |                                        |                                        |                                        |                                        |                                        |                                        |                                        |                                        |                                        |

## Галерея

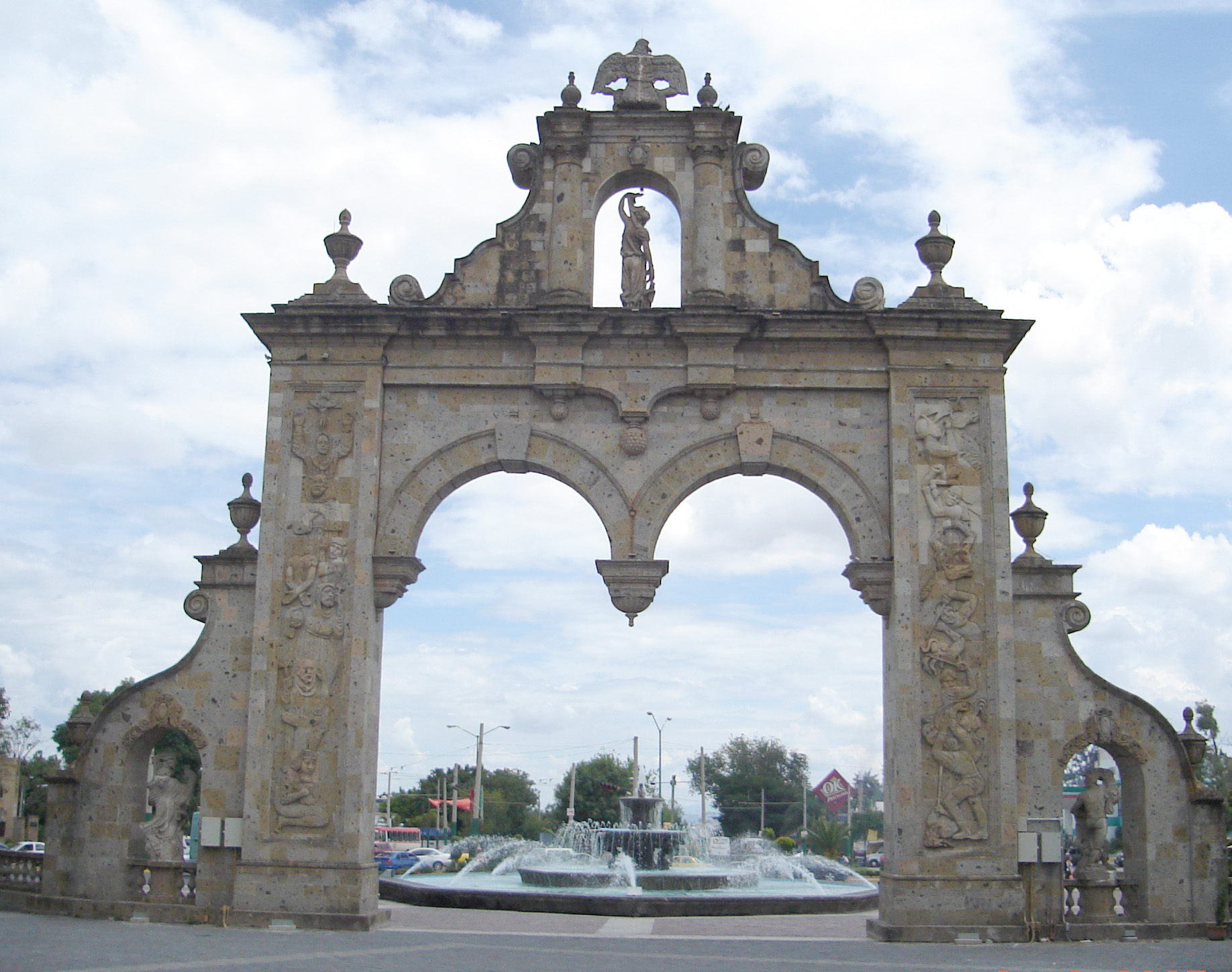
Входная арка
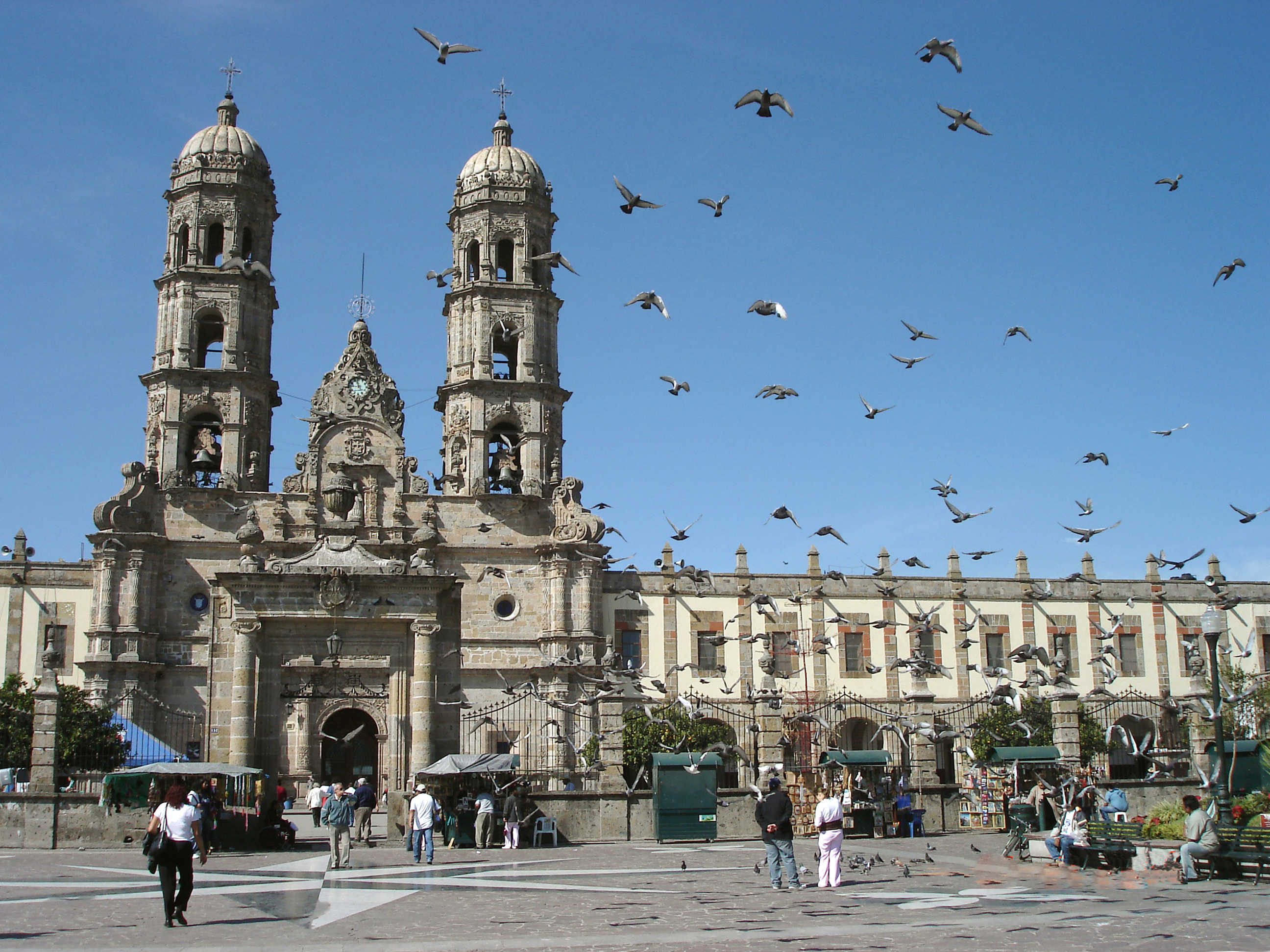
Базилика Сапопана
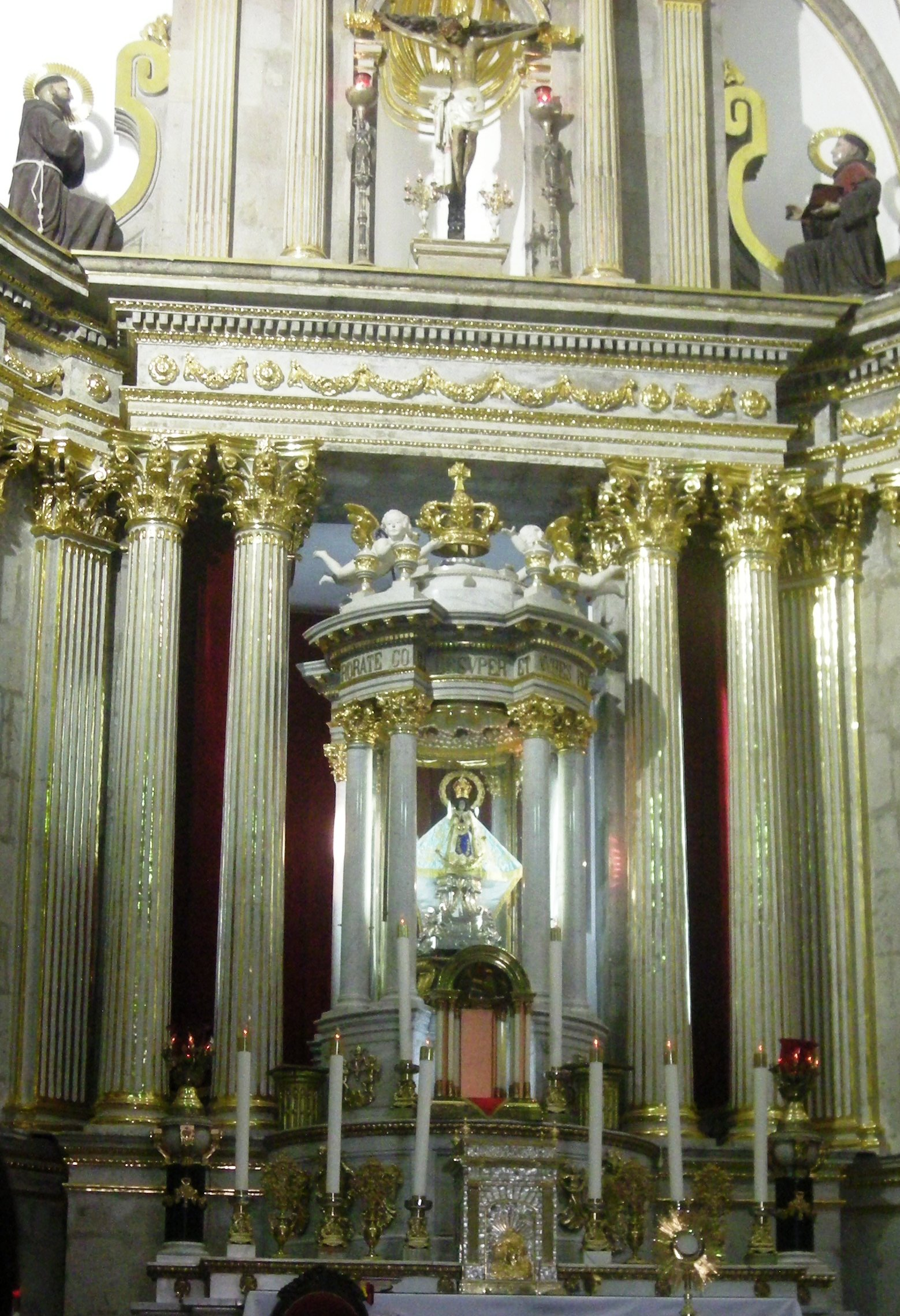
Главный алтарь с девой Сапопанской
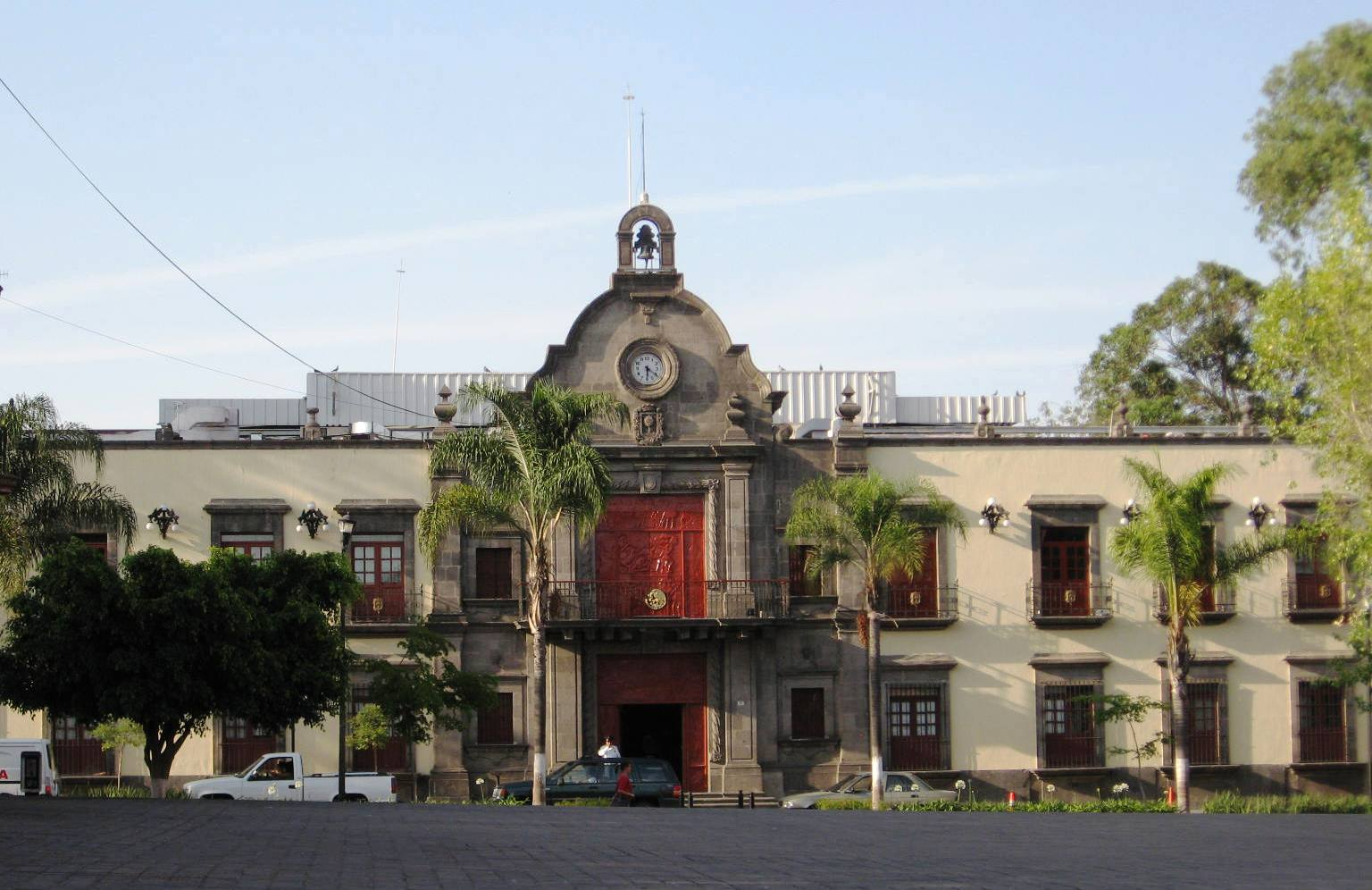
Здание администрации

## Города-побратимы
- Гранд-Рэпидс, США
- Антигуа-Гватемала, Гватемала
- Сан Педро Сула, Гондурас
- Кирьят-Бялик, Израиль
- Баия-де-Бандерас, Мексика
- Веракрус, Мексика
- Ченстохова, Польша
- Масан, Республика Корея

и другие…